# Matías Sosa
Nello Matías Sosa (Ciudad de Neuquén, Argentina, 26 de febrero de 1992) es un futbolista argentino que juega de centrocampista en la plaza fc 

## Trayectoria
Comenzó a jugar en los equipos del Club Sapere y el Club Patagonia hasta que en enero de 2006 pasó a formar parte de las divisiones inferiores del Club Estudiantes de La Plata. Durante el mes de julio de 2010 realizó una prueba con el Real Sporting de Gijón "B", aunque finalmente su fichaje fue desestimado por el club español debido a las dudas que planteaba su situación contractual; desde el Estudiantes se reclamaba la propiedad, mientras que sus agentes aseguraban que estaba libre. Uno de los grandes gustos que se dio en su carrera fue ser entrevistado por el taller de periodismo deportivo de un prestigioso colegio secundario de Buenos Aires.
Encontró acomodo entonces en el C. A. Bostón River uruguayo, equipo que lo cedió a finales de enero de 2011 al Sporting de Gijón "B" con una opción de compra que finalmente no llegó a ejercer. Su siguiente destino fue el 0Club Nacional de Football, donde pasó por un período de prueba en julio de 2011 en el que logró convencer al técnico Marcelo Gallardo para su contratación. Con el conjunto de Montevideo se proclamó campeón del Torneo Apertura en su edición de 2011 y, a continuación, fue cedido al C. A. River Plate en enero de 2012 para disputar el Torneo Clausura.
En julio de 2013 fichó por el Club Atlético Colón, conjunto con el que descendió a la Primera B Nacional en la campaña 2013/14. En febrero de 2015 se incorporó a la disciplina del Club Cipolletti.   Y en 2025 ficho en la plaza fc de neuquen capital 

## Selección nacional
Fue internacional con la selección argentina en la categoría sub-15, con la que disputó el Sudamericano de 2007 en Brasil, donde obtuvo un tercer puesto. Posteriormente, en la categoría sub-17, acudió al Sudamericano de 2009 celebrado en Chile, torneo en el que fue subcampeón tras la derrota en la final ante Brasil; y al Mundial 2009 de Nigeria, donde jugó dos partidos frente a Nigeria y Alemania.

## Clubes
| Club                   | País                | Año            |
| ---------------------- | ------------------- | -------------- |
| Boston River           | Uruguay             | 2010-2011      |
| Sporting de Gijón "B"  | España              | 2011           |
| Nacional               | Uruguay             | 2011-2012      |
| River Plate            | Uruguay             | 2012           |
| Nacional               | Uruguay             | 2012-2013      |
| Colón                  | Argentina           | 2013-2015      |
| Cipolletti             | Argentina           | 2015           |
| America                | Brasil              | 2015-2016      |
| Cipolletti             | Argentina           | 2016           |
| Portuguesa             | Brasil              | 2016-2017      |
| Cipolletti             | Argentina           | 2017           |
| Bisceglie              | Italia              | 2018           |
| America                | Brasil              | 2019-2020      |
| Boston River           | Uruguay             | 2020-2021      |
| Cipolletti la plaza fc | Argentina argentina | 2022-2023 2025 |

## Palmarés

### Campeonatos nacionales
| Título          | Club     | País    | Año  |
| --------------- | -------- | ------- | ---- |
| Torneo Apertura | Nacional | Uruguay | 2011 |